# IMCD (Unternehmen)
IMCD N.V. (Internatio-Müller Chemical Distribution) ist ein niederländisches Unternehmen, das im Chemikalienhandel aktiv ist. Das Unternehmen wurde 1995 als Tochter der Internatio-Müller-Gruppe gegründet. Ab 2001 gehörte IMCD der Beteiligungsgesellschaft Alpinvest, welche das Unternehmen im Juli 2005 an AAC Capital veräußerte. AAC Capital verkaufte seine Anteile im Dezember 2010 an den US-Finanzinvestor Bain Capital. Seit einem Börsengang 2014 werden die Aktien von IMCD an der Euronext Amsterdam gehandelt. Im Jahr 2018 übernahm IMCD den deutschen Chemiehändler VELOX. Im März 2019 wurde die Gesellschaft in den AEX-Index aufgenommen.
Zum Produktspektrum zählen Ausgangschemikalien für die Lebensmittel- und Hygieneartikelindustrie, Schmierstoffe und Beschichtungschemikalien.